# 요아힘 뷔히너

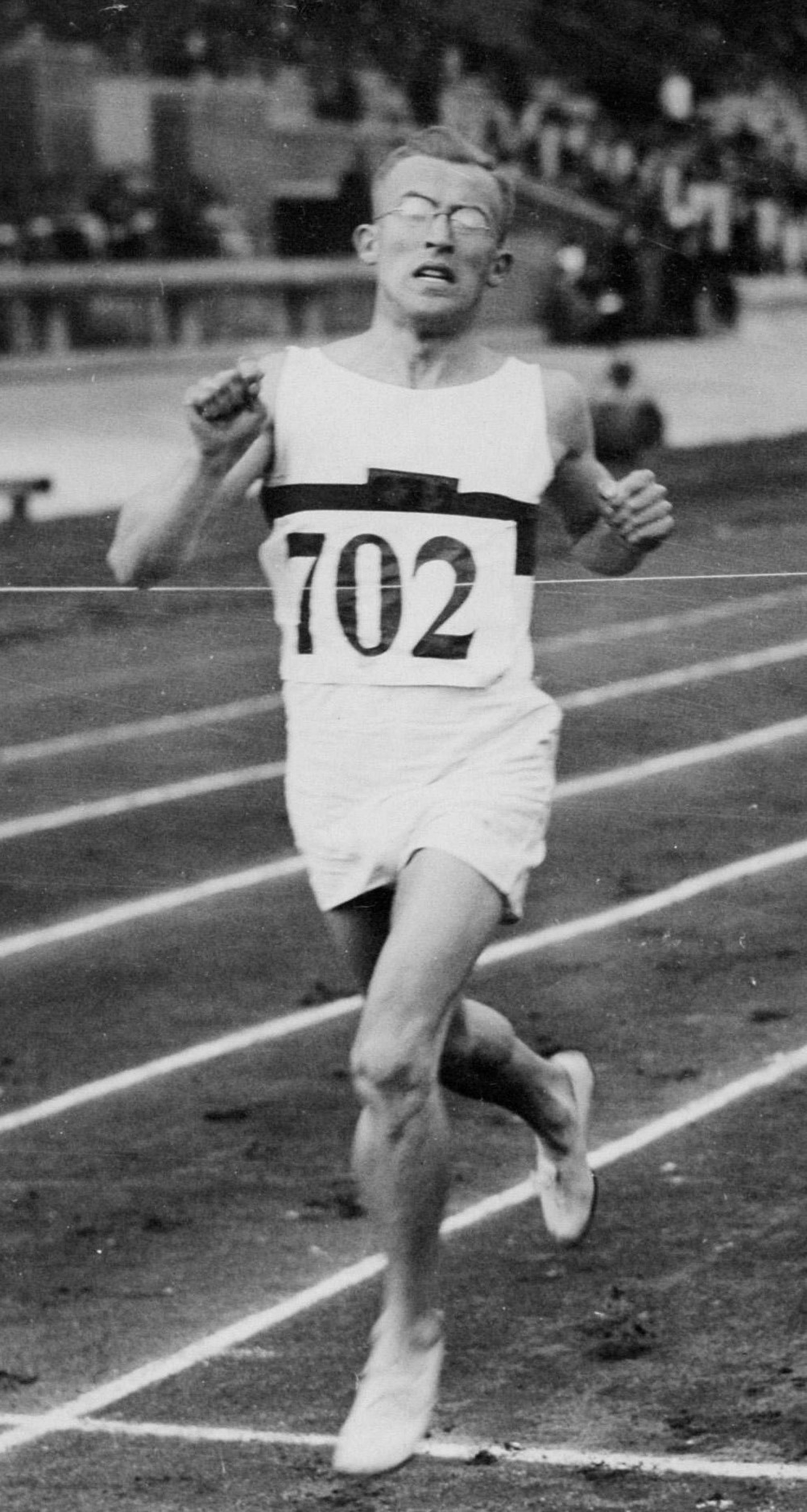

요아힘 뷔히너(Joachim Büchner, 본명: 요아힘 "요헨" 뷔히너, Joachim "Jochen" Büchner, 1905년 4월 8일 – 1978년 2월 22일)는 1928년 올림픽 400m 종목에서 동메달을 딴 독일의 단거리 육상 선수였다. 다음 올림픽에서 400m 결승 진출에 실패했고, 독일 400m 계주 팀과 함께 4위를 차지했다. 1927년부터 1929년까지 400m에서 세 번의 국내 타이틀을 획득했고 1925년, 1931년, 1932년에 2위를 차지했다. 1928년에 400m를 48초 이내에 주파한 최초의 독일 선수가 되었다.
뷔히너는 그래픽 디자이너이자 광고 컨설턴트였다. 대회에서 은퇴한 후 그는 ASV 쾰른에서 처음에는 육상 코치(1947~1950), 그 다음에는 재무 담당자(1962~1969), 나중에는 회장(1969~1977)으로 일했다. 1978년 사망할 때까지 그는 전 서독 육상선수 협회의 회원이었다. 뷔히너의 딸 크리스타(1931년 출생)는 5종 경기 선수가 되었다.